# Roselin de Blyth
Carpodacus grandis
Espèce
Le Roselin de Blyth (Carpodacus grandis) est une espèce de la famille des Fringillidae.

## Systématique
Le nom scientifique complet (avec auteur) de ce taxon est Carpodacus grandis Blyth, 1849.
Ce taxon porte en français le nom vernaculaire ou normalisé suivant : Roselin de Blyth.